# Isernia
Isernia és un municipi italià, situat a la regió de Molise i a la província d'Isernia. L'any 2007 tenia 21.720 habitants. En oscà es deia Aisernio, en llatí tenia un nom diferent segons les fonts (Aesernia o Serni a l'Itinerari d'Antoní) i Sèrnia en l'actual dialecte italià que es parla a la localitat.

## Situació

### Geografia

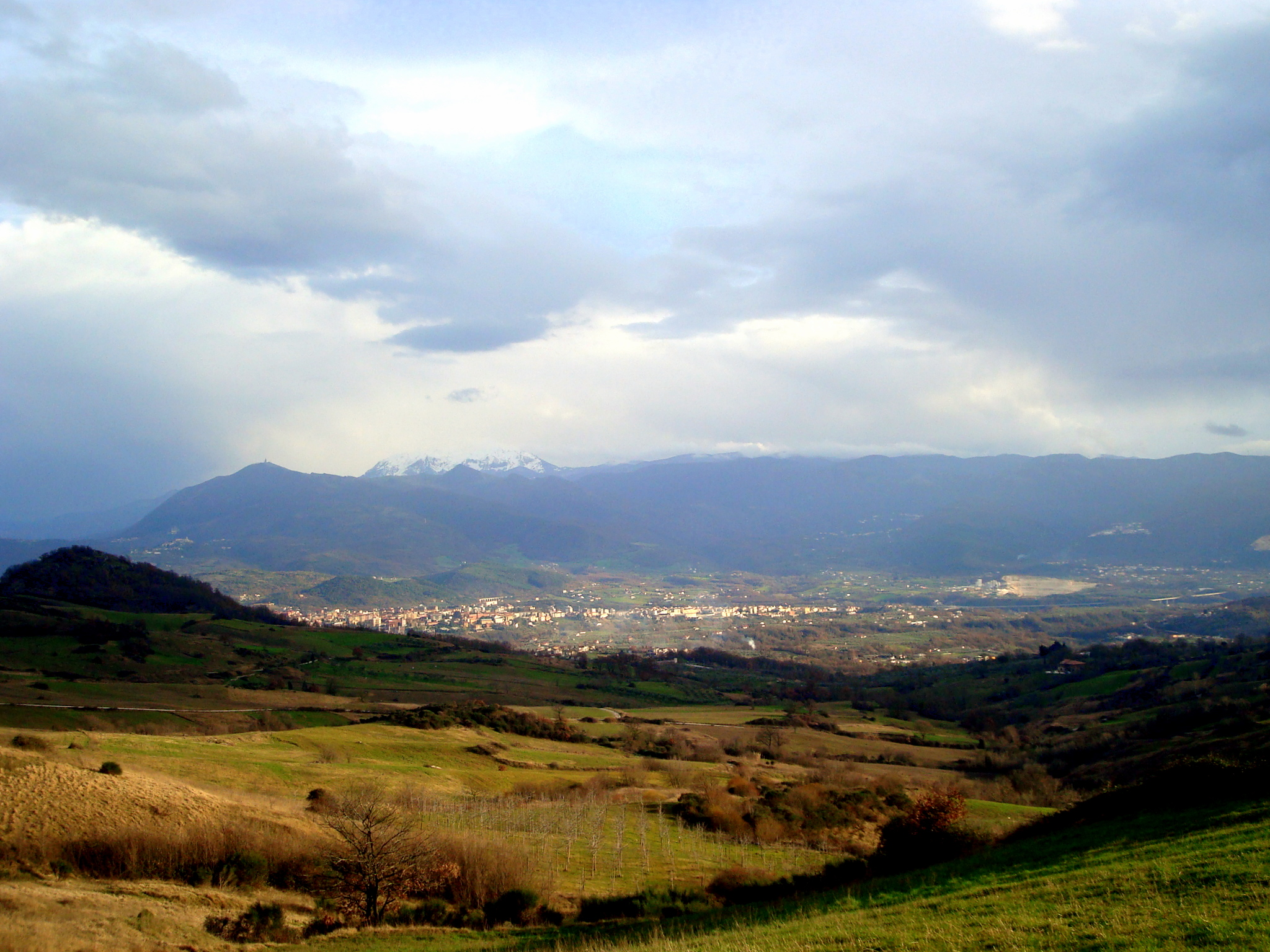
Vista panoràmica

Isèrnia està situada sobre el vessant d'un turó al centre dels Apenins, envoltada per dos cursos d'aigua de modestes dimensions, el Carpino i el Sordo, que més endavant conflueixen en el riu Cavaliere, afluent del Vandra, el qual desemboca en el Volturno. La ciutat es troba en la cruïlla entre la carretera estatal 85 i la 17. Les muntanyes més properes són la serralada del Matese al sud i la del Mainarde al nord. L'altimetria del territori municipal varia dels 285 msnm fins als 905 msnm, que fan una mitjana de 457 msnm.
La zona és considerada d'alt risc sísmic. La part més al nord del nucli habitat es troba a una altitud major respecte a la part més al sud (la part vella) i està situat en un terreny gairebé pla però molt humit i ric en fonts naturals que procedeixen del riu Sordo.
Des del punt de vista geològic el territori municipal es troba inscrit en mig d'una formació "calcària-dolomítica mesozoica" amb sediments de tipus pelàgic que daten del mesozoic-terciari. L'encavallament molt estès d'aquestes dues zones és una anomalia respecte a la resta de la morfologia dels Apenins. El subsòl del centre habitat està format per roques de travertí mentre que a la zona nord es troben roques de gres i calcàries.

Localització d'Isèrnia en el mapa de la província del mateix nom

### Localitats veïnes
Isèrnia limita amb els següents municipis: Carpinone, Forlì del Sannio, Fornelli, Longano, Macchia d'Isernia, Miranda, Pesche, Pettoranello del Molise, Roccasicura, Sant'Agapito.

## Clima
El municipi té una estació metereològica que recull dades des de dos punts: l'estació urbana d'Isernia San Lazzaro i l'estació extra urbana d'Isernia zona Collevecchio.
Basant-se en l'estudi fet en el període de trenta anys 1961-1990, la temperatura mitjana dels mesos més freds és de 5,9 °C i la dels mesos més calorosos és de 23,5 °C.

## Etimologia
No es coneix amb certesa l'origen del nom d'aquesta ciutat. Una de les hipòtesis principals és que el nom derivi de l'arrel indoeuropea ausa-, que vol dir «aigua». Aquesta arrel es troba present en molts topònims de llocs i ciutats a tot Europa. Altres hipòtesis proposen que vingui d'una arrel samnita aiser-, que voldria dir «déu» i coincideix que en llengua etrusca la paraula aiser es tradueix per «déus»; segons això alguns interpreten el nom de la ciutat com «consagrada als déus». Per altra banda, en el nom llatí, Aesernia, s'observa una marcada assonància amb el topònim Esere, que és una epiclesi d'Hèrcules, idea que ve reforçada per la troballa d'un fragment de ceràmica d'origen oscà amb una inscripció referent a aquest déu.

## Història
L'àrea on avui sorgeix la ciutat d'Isèrnia ha estat habitada des del Paleolític: els primers assentaments humans daten de fa almenys 700.000 anys. Encara que la zona urbanitzada és molt antiga encara no s'ha pogut precisar amb exactitud la data de la seva fundació.
Isèrnia va estar sota domini samnita fins al segle v aC. Per la seva posició estratègica, va ser motiu de disputa pels diferents pobles itàlics durant les guerres samnites. El 264 aC va esdevenir colònia romana i, en conseqüència, l'any 209 aC va romandre fidel a Roma durant la Segona Guerra Púnica. Durant el període que va del 263 aC al 240 aC, s'hi van encunyar monedes amb el nom Aesernia. Alguns autors mantenen que part de les monedes encunyades durant la guerra social romana es van fer en aquesta ciutat. Durant aquella guerra, fou ocupada pels itàlics el 90 aC després d'un llarg assetjament, però va caure a finals de la guerra conquerida per Sul·la, el qual la va destruir.
Al llarg dels anys successius diversos governants, des de Juli Cèsar fins a Neró, van promoure el repoblament enviant colons. En temps de Trajà, Isèrnia tenia rang de municipi i va ser llavors quan s'hi va construir el temple dedicat a la tríada capitolina.
Després de la caiguda de l'imperi romà, Isèrnia fou destruïda l'any 456 pels vàndals dirigits per Genseric i tres vegades més pels sarraïns els anys 860, 882 i 883.

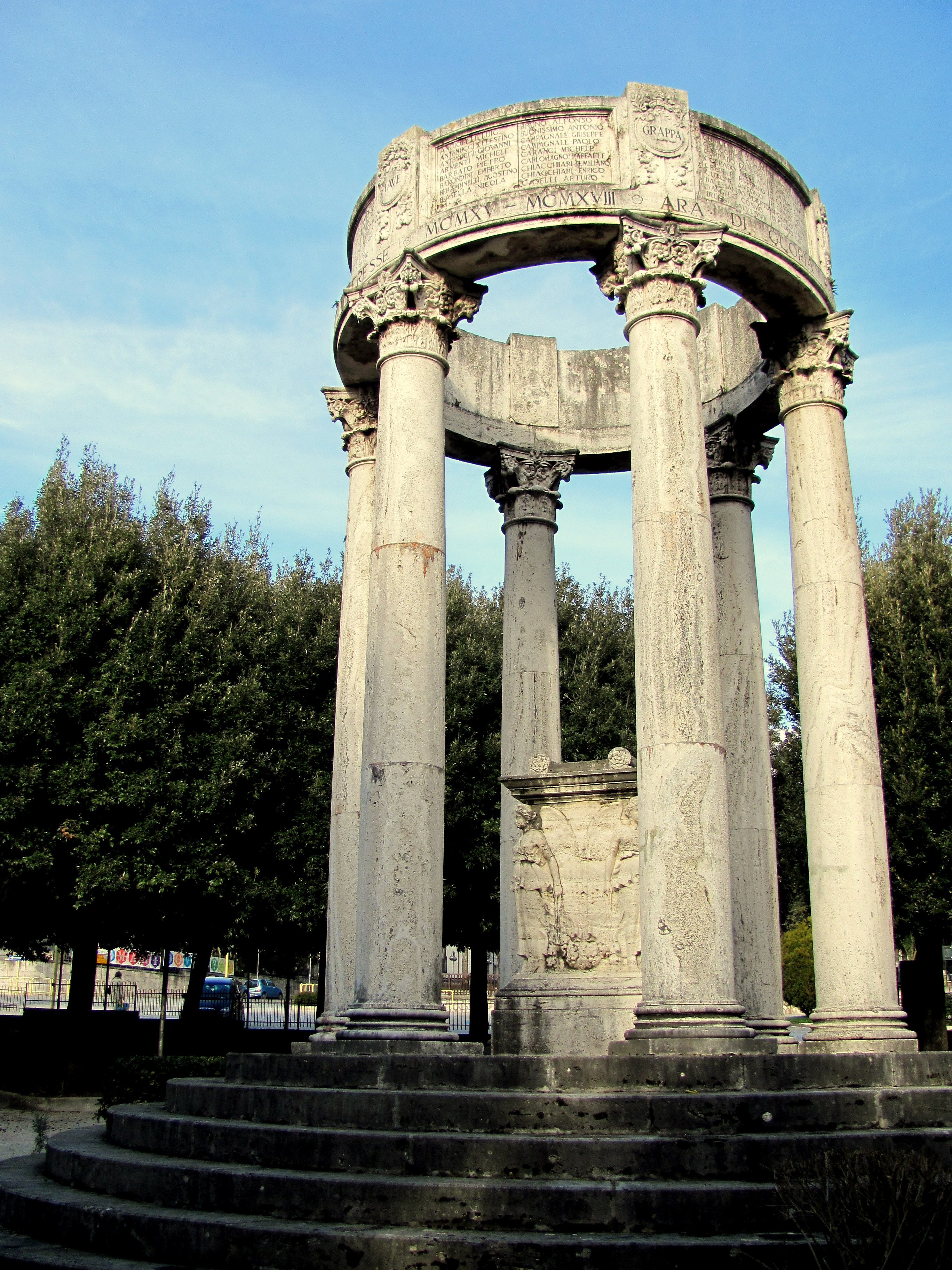
Monument als caiguts a la 1a GM

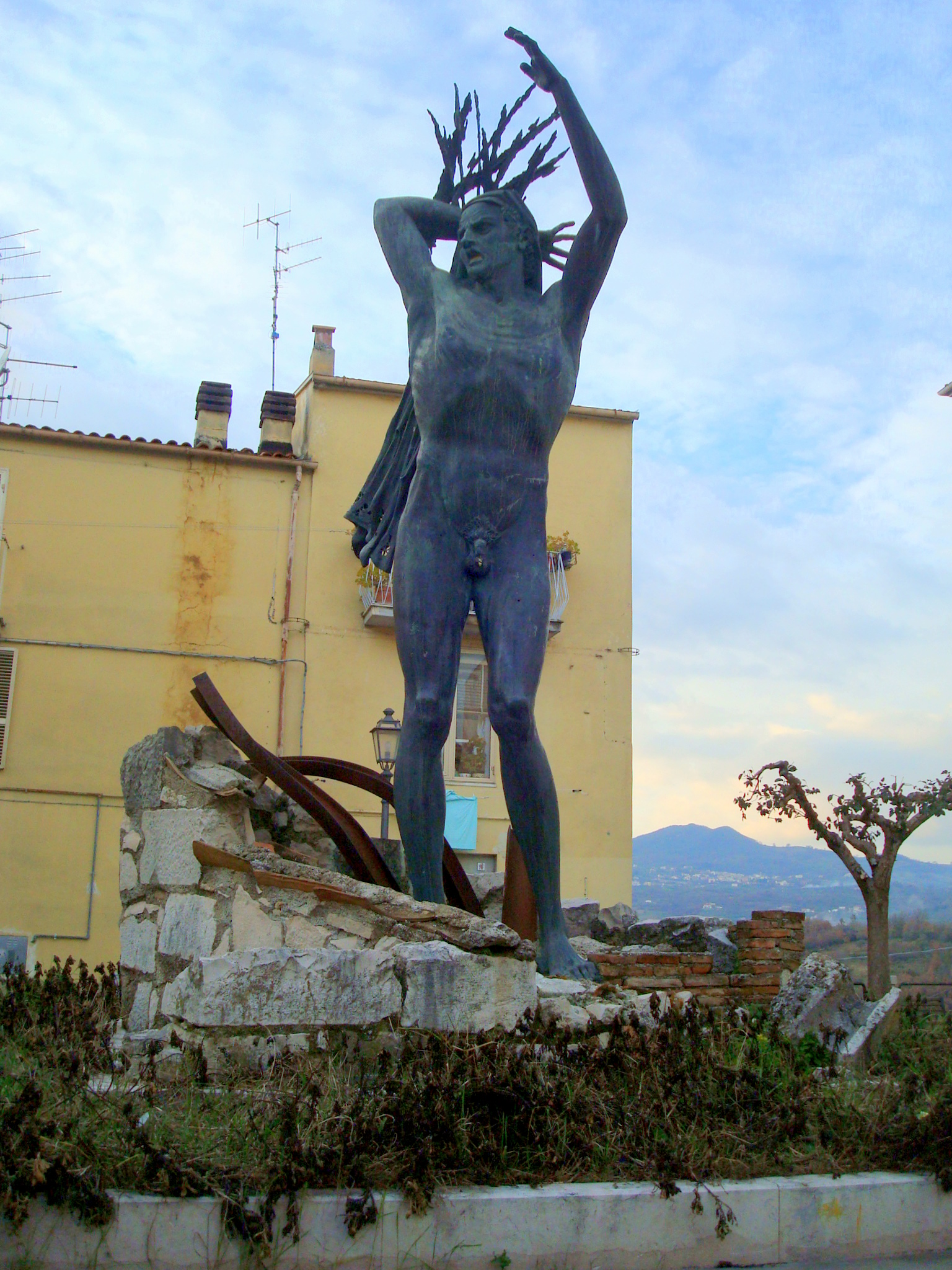
Estàtua a les víctimes del X de setembre.

Al segle vii, els longobards en van promoure la reconstrucció[21] fent-se càrrec de les obres públiques. Amb el període de dominació dels normands Isèrnia va passar a formar part del comtat de Molise i la seva diòcesi fou unificada a la de Venafro i Bojano. El 1199 va tornar a ser saquejada per Markward d'Annweiler. Al segle xiii, la ciutat va renaixer gràcies a Frederic II.
Després de passar per diversos propietaris feudals, el 1519 va ser annexionada per Carles V al Regne de Nàpols.
El 23 d'octubre del 1860 Isèrnia va hostatjar per una nit a Víctor Manuel II de Savoia quan anava de viatge cap a Teano per entrevistar-se amb Giuseppe Garibaldi. Es va allotjar al Palazzo Cimorelli.
A finals del segle xviii, era la ciutat més poblada del Comtat de Molise. Els ciutadans van oposar resistència a les tropes franceses en la seva temptativa de conquesta del Regne de Nàpols i el 1860 va patir la reacció borbònica contra els piamontesos. Segons uns escrits els piemontesos van ordenar afusellaments al terme d'Isèrnia causant la mort de 1.245 persones, mentre en altres escrits es llegeix que els 1.245 van ser el nombre de víctimes entre guàrdies nacionals, liberals, reaccionaris i soldats dels dos bàndols.
El 10 de setembre del 1943, durant la Segona Guerra Mundial, Isèrnia va patir un bombardeig per part dels aliats, que va destruir gairebé un terç de la ciutat i va causar la mort d'un gran nombre de persones. A causa dels danys cap a mitjan segle xx es va ordenar un pla de reconstrucció que incloïa un pla de desenvolupament urbanístic cap a la zona nord.
El 1957, a partir de la divisió de l'antiga regió Abruzzi e Molise, va començar a formar-se la idea d'una província anomenada Isernia, amb capital en aquest municipi. En realitat aquesta no era la primera vegada que va sorgir la idea, Gioacchino Murat ja ho havia proposat l'any 1810, però sense èxit. El Parlament, va ajornar qualsevol decisió sobre l'assumpte. El nou fracàs del procés d'establiment de la província va provocar una forta protesta a la ciutat, caracteritzada per manifestacions de treballadors i estudiants; la protesta es va estendre llavors a altres ciutats, culminant amb bloquejos de carreteres i enfrontaments violents amb les forces de seguretat, ferits i detinguts. El 1957 i 1958 van ser els anys recordats a Isernia com els de la "violència social".
El 16 de febrer del 1970 el Parlament va sancionar per llei la creació de la nova província, que va ser operativa a partir del 3 de març del 1970.

## L'escut heràldic
L'escut heràldic d'Isernia vol imitar els escuts dels guerrers samnites. En ell estan inscrites les inicials de la ciutat i un caduceu, al voltant del qual s'enrosca una serp. Aquest escut està envoltat per fulles d'acant i amb un elmet, amb dos plomalls a la cresta. El caduceu, emblema del poder i la prosperitat, també indica que Isèrnia sempre ha estat una ciutat important i mai subjecta a un feu, a excepció d'uns pocs anys; La serp, però, és un símbol de la prudència, la reflexió, la pau i la cura, qualitats necessàries per tenir èxit en els negocis. El caduceu i la serp amb acoblament també simbolitzen prosperitat i la bona salut; eren, de fet, els atributs tradicionals d'Esculapi, el déu de la medicina.
No es té notícia de l'època en què es va adoptar l'emblema, ni es coneix el nom del seu creador. El primer document històric que ha sobreviscut, en què apareix l'escut de la ciutat d'Isernia, és el privilegi concedit a la ciutat per Carles V el 1521, la còpia impresa original es conserva a la biblioteca. A través dels segles sovint s'ha retocat, embellit, però l'escut i la disposició de les lletres eren sempre els mateixos; l'actual es remunta al 1956.

## Ciutats agermanades
- Douz (Tunísia)
- Sant'Elia Fiumerapido (Província de Frosinone)(Itàlia)

## Evolució demogràfica
El terme municipal d'Isèrnia està dividit en nombrosos districtes entre els quals la població es distribueix de manera desigual, mentre que al nucli central hi ha una població d'uns 16.000 unitats.
Contrasta un important creixement de la població des de l'establiment de la província d'Isèrnia el 1970, i el creixement modest de les dècades següents. En aquesta època van sorgir dos nous districtes amb grans àrees verdes i carrers: el barri San Leucio i el barri de San Lazzaro, lleugerament separats del centre de la ciutat.
En els darrers anys s'ha ampliat de manera significativa el nord de la ciutat (la ciutat Nunziatella), amb la construcció d'un petit però modern centre comercial i amb la modernització de la carretera a través de la construcció de noves rotondes i una nova carretera (autovies, dues voreres i carril bici) que connecta més fàcilment el centre de la ciutat directament amb la nova seu de la universitat del proper municipi de Pesche.

## Esdeveniments socials
- La fira de la ceba
- Concurs de cançó d'autor italià
- Fira Nacional de la tòfona blanca de Molise
- Festa de la Unitat
- Festa de sant Antoni
- Festa de sant Cosme i sant Damià

## Llocs d'interès cultural

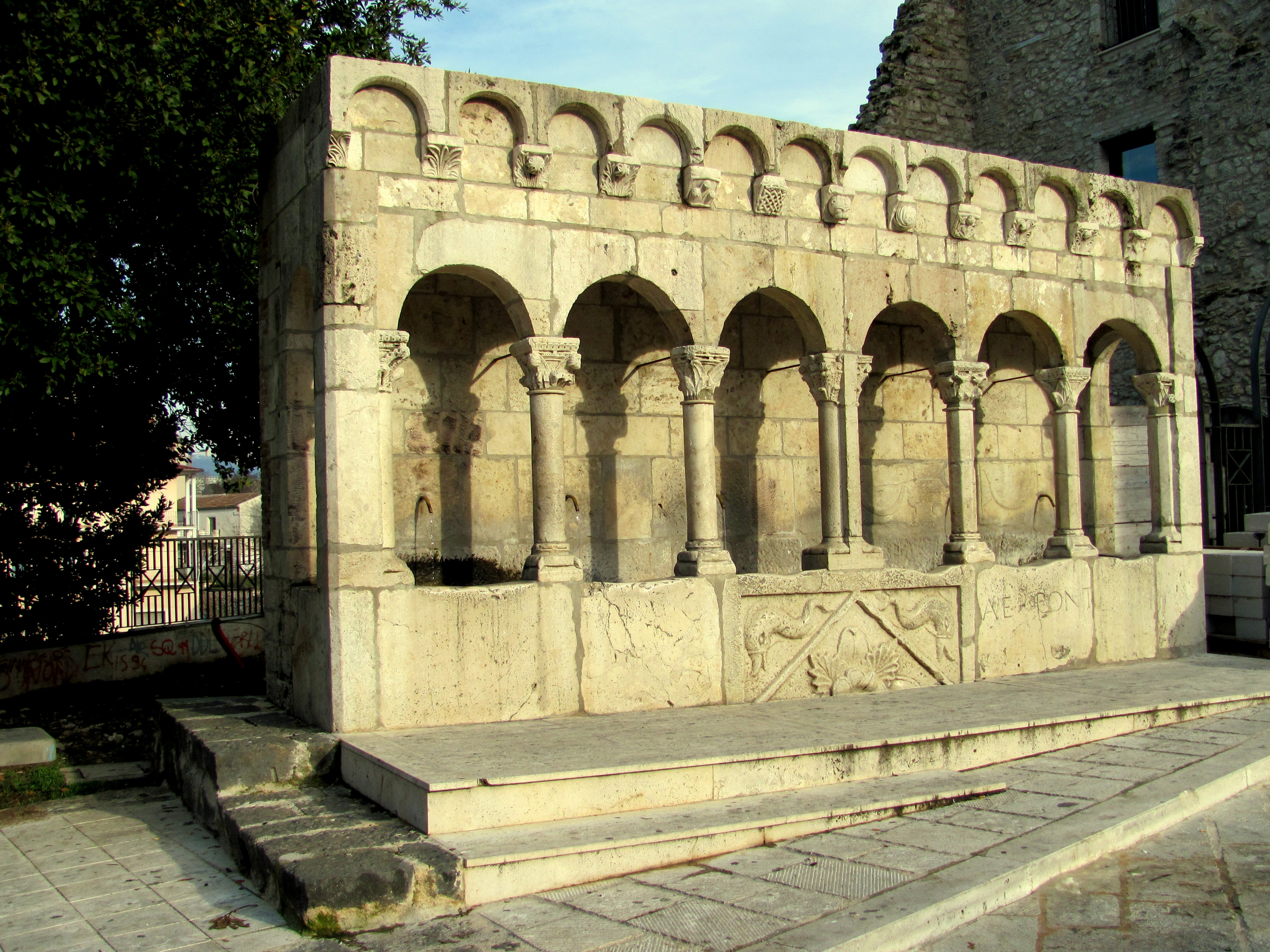
Fontana Fraterna

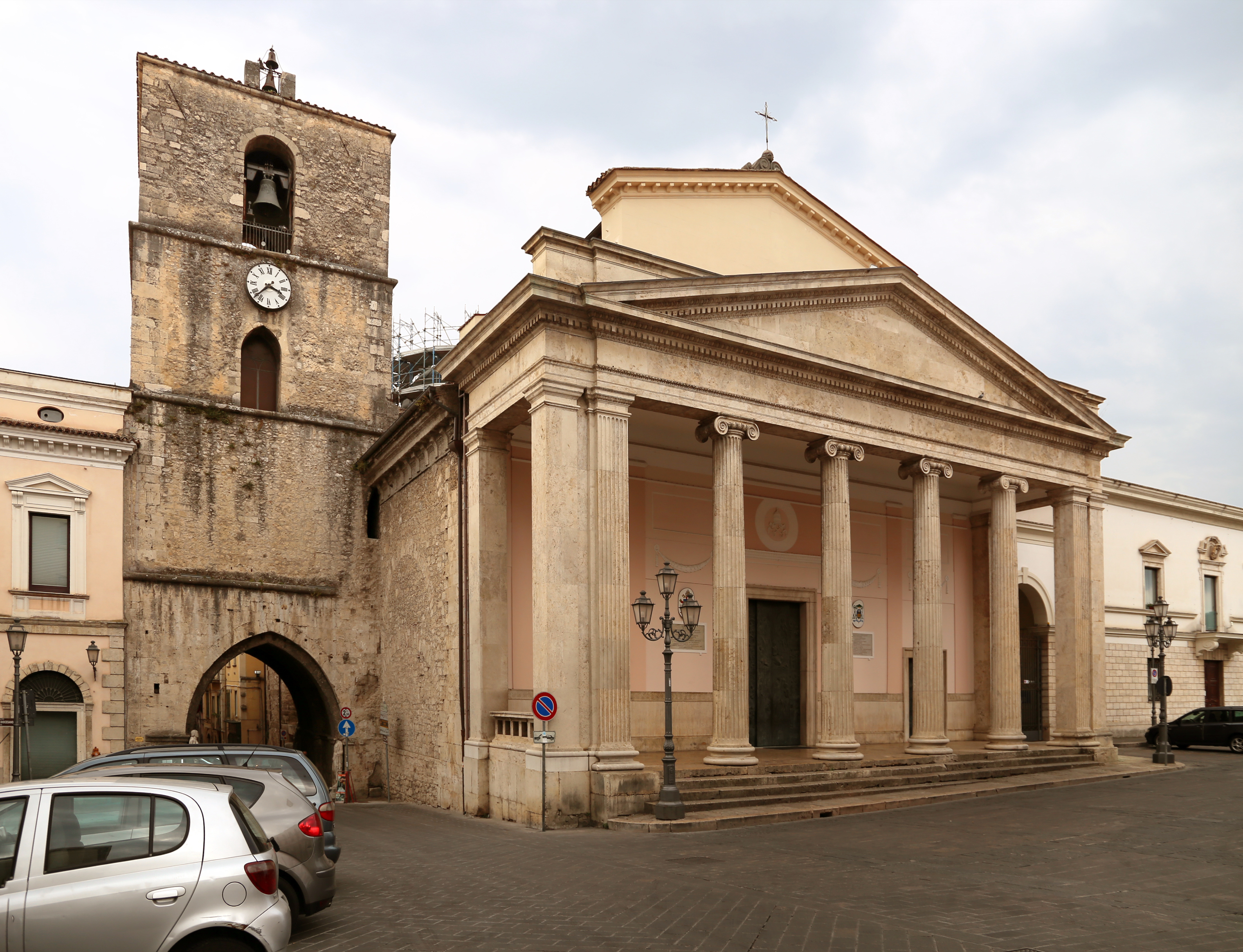
Catedrale de Sant Pere

Museu paleolític d'Isernia
Museu Nacional de santa Maria delle Monache
Museu Maci d'art contemporani
La Pineta
És el nom d'un enclavament arqueològic del Paleolític, és candidat des del 2006 a ser inclòs a la llista del patrimoni de la humanitat. Fou descobert de forma casual per Alberto Solinas el maig del 1979 amb ocasió dels treballs preparatoris de l'autopista Nàpols-Vasto.
Acqua Sulfurea
És el nom d'un establiment d'aigües termals que data de l'època romana, però en desús actualment. Al lloc hi ha una deu d'aigua sulfurosa encara activa. Recentment s'han fet obres de reestructuració i condicionament per fer servir el lloc com espai per fer concerts.
L'aqüeducte romà d'Isèrnia
És un aqüeducte construït amb les mateixes roques de travertí que es troben al subsòl de la ciutat i està avui dia encara en funcionament.
Font de la Fraterna
Monument emblemàtic de la ciutat. Es va construir a partir de pedra local provinent de l'aprofitament d'edificis d'època romana i formada per una sèrie d'arcades. Presenta diverses epigrafies incises, entre les quals hi ha una dedicada als Di Manes. Al centre de la font hi ha una llosa de marbre més grossa que les altres decorada amb dofins i una flor, que procedeix d'un sepulcre romà.
Catedral de sant Pere
L'edifici ocupa el lloc d'un temple romà del segle iii aC dedicat a la tríada capitolina. En l'època medieval es va construir una catedral d'estil romà d'Orient que respectava la disposició de l'antic temple pagà. El 1349 aquest edifici va ser completament destruït per un terratrèmol i es va construir un nou edifici. A començaments del segle xix un altre terratrèmol va fer malbé l'església, la qual va ser reconstruïda al mateix lloc, però més gran. L'aspecte actual es deu a la restauració neoclàssica ordenada pel bisbe Gennaro Saladino en la segona meitat del segle xix.

## Economia
Tradicionalment l'economia del municipi s'ha centrat en l'agricultura i en l'activitat artesanal com a complement[76]. A més, té un petit nucli industrial que contribueix a les 7.600 empreses de tota la província.
L'agricultura es basa en petites propietats on es conrea principalment la ceba i la vinya. El vi produït a la localitat té les següents denominacions: Pentro di Isernia bianco, Pentro di Isernia rosso, Pentro di Isernia rosato. La ceba d'Isernia també coneguda amb el nom "ceba de Sant Pere" és de mida grossa (cada ceba pesa al voltant de 100 a 300 g). També és famosa la varietat Majorina, més petita i de collita primerenca. Tradicionalment la ceba d'Isernina es venia no només per menjar sinó també com a medicina, ja que s'utilitza per tractar quists i durícies dels peus. La tòfona de Molise, en particular, la blanca, abunda en tota la província i s'estima que contribueix a la producció nacional amb una quota de mercat del 40%.
La petita zona industrial acull empreses del sector de l'automoció, el tèxtil, però aquesta darrera va entrar des del 2009 en una fase crítica.En els últims anys s'està iniciant desenvolupar diverses indústries noves, incloent l'energia renovable.
Des del 2011 Isernia ha aconseguit ser un dels municipis italians que s'abasteix completament d'energia renovable, de fet, les necessitats energètiques de la ciutat estan completament cobertes a través de la producció d'electricitat amb uns panells fotovoltaics de 392 kW, una mini estació hidroelèctrica de 3.3MW, una planta d'energia eòlica de 2.4MW i 625 kW obtinguts amb biogàs.
Com a seu provincial, Isernia s'ha convertit en la llar de molts serveis públics, que han donat un nou impuls al creixement econòmic i social de la ciutat.
La ciutat d'Isernia és també un centre turístic que acull amants dels paisatges naturals i de la geografia històrica.

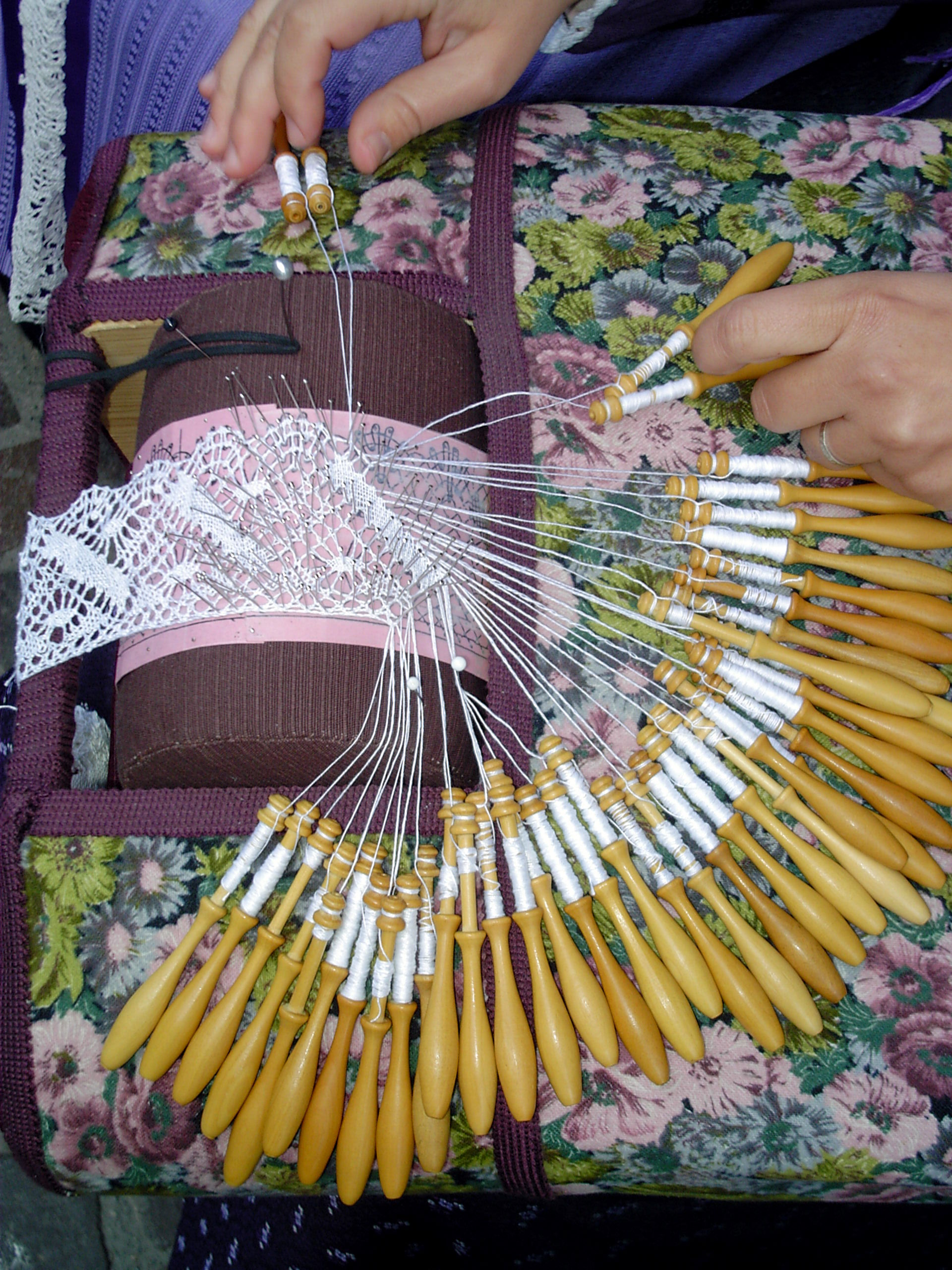
Treball de puntes sobre coixí cilíndric, artesania típica d'Isèrnia.

### Artesania
Isèrnia és coneguda amb el sobrenom de la città dei merletti («la ciutat de les blondes») per la tradició antiquíssima de fer puntes sobre un coixí cilíndric característic de la ciutat. Es creu que aquesta artesania la van introduir al segle xiv unes monges espanyoles, que es van allotjar al monestir de Santa Maria delle Monache i la tradició es va traspassar de mares a les alumnes del monestiri d'aquestes a les seves filles fins a arribar als nostres dies.
Una altra producció d'artesania local és la ceràmica. Cal destacar també el camp de la fusteria que es distingeix per l'originalitat i qualitat excepcional dels seus treballs.